# (13751) Joelparker
(13751) Joelparker (1998 SS55) – planetoida z pasa głównego asteroid okrążająca Słońce w ciągu 3,38 lat w średniej odległości 2,25 j.a. Odkryta 16 września 1998 roku.